# Дітер Кіндльманн
Дітер Кіндльманн (нім. Dieter Kindlmann; нар. 3 червня 1982) — колишній німецький тенісист.
Найвищу одиночну позицію світового рейтингу — 130 місце досяг 26 липня 2004, парну — 317 місце — 5 липня 2010 року.
Найвищим досягненням на турнірах Великого шолома було 2 коло в одиночному розряді.

## Одиночний розряд Титули
| Легенда (одиночний розряд) |
| Великий шлем (0)           |
| Tennis Masters Cup (0)     |
| Серія Мастерс ATP (0)      |
| Тур ATP (0)                |
| Челлендери (4)             |
| Ф'ючерси (1)               |

| Ранг | Дата | Турнір      | Покриття | Суперник у фіналі       | Рахунок        |
| 1.   | 2002 | Салоніки    | Тверде   | Константінос Ікономідіс | W/O            |
| 2.   | 2003 | Ашаффенбург | Ґрунт    | Марселло Краса          | 6–3, 6–4       |
| 3.   | 2004 | Оберштауфен | Ґрунт    | Жан-Рене Лінар          | 6–7, 6–2, 6–4  |
| 4.   | 2005 | Вольфсбург  | Килим    | Тобіас Заммерер         | 7–5, 4–1, RET. |
| 5.   | 2008 | Нью-Делі-IV | Тверде   | Джошуа Ґудалл           | 7–6, 6–3       |

## Виступи у турнірах Великого шолома
| W | Ф | ПФ | ЧФ | #Р | КТ | К# | DNQ | A | NH |

| Турнір                                 | 2005 | 2006 | 2007 | 2008 | 2009 | 2010 | Career SR | Виграшів-поразок за кар'єру |
| -------------------------------------- | ---- | ---- | ---- | ---- | ---- | ---- | --------- | --------------------------- |
| Відкритий чемпіонат Австралії з тенісу | 1р   |      | LQ   |      | 1р   | 1р   | 0 / 3     | 0–3                         |
| Відкритий чемпіонат Франції з тенісу   |      | 2р   | LQ   |      | LQ   | 1р   | 0 / 2     | 1–2                         |
| Вімблдонський турнір                   |      |      |      |      | LQ   | -    | 0 / 0     | 0–0                         |
| Відкритий чемпіонат США з тенісу       |      |      |      |      | 1р   |      | 0 / 1     | 0–1                         |
| Grand Slam В-П                         | 0–1  | 1–1  | 0–0  | 0–0  | 0–2  | 0–2  | 0 / 6     | 1–6                         |
| Рейтинг на кінець року                 | 305  | 238  | 359  | 231  | 173  | N/A  | N/A       | N/A                         |